# Echo of Miles: Scattered Tracks Across the Path
Echo of Miles: Scattered Tracks Across the Path je kompilační album od americké rockové skupiny Soundgarden, vydané 24. listopadu 2014. Album obsahuje rarity, živé skladby a nevydaný materiál z celé historie skupiny.

## Seznam skladeb

### CD 1
| Originals | Originals                  | Originals |
| Pořadí    | Název                      | Délka     |
| --------- | -------------------------- | --------- |
| 1.        | Sub Pop Rock City          | 3:15      |
| 2.        | Toy Box                    | 5:42      |
| 3.        | Heretic                    | 3:50      |
| 4.        | Fresh Deadly Roses         | 4:51      |
| 5.        | HIV Baby                   | 4:51      |
| 6.        | Cold Bitch                 | 4:59      |
| 7.        | Show Me                    | 2:46      |
| 8.        | She's a Politician         | 1:46      |
| 9.        | Birth Ritual               | 6:03      |
| 10.       | She Likes Surprises        | 3:18      |
| 11.       | Kyle Petty, Son of Richard | 4:04      |
| 12.       | Exit Stonehenge            | 1:19      |
| 13.       | Blind Dogs                 | 4:40      |
| 14.       | Bleed Together             | 3:53      |
| 15.       | Black Rain                 | 5:24      |
| 16.       | Live to Rise               | 4:40      |
| 17.       | Kristi                     | 5:32      |
| 18.       | Storm                      | 5:25      |

### CD 2
| Covers | Covers                                                    | Covers                   | Covers |
| Pořadí | Název                                                     | Autor                    | Délka  |
| ------ | --------------------------------------------------------- | ------------------------ | ------ |
| 1.     | Swallow My Pride                                          | Green River              | 2:22   |
| 2.     | Smokestack Lightning                                      | Howlin' Wolf             | 5:10   |
| 3.     | Everybody's Got Something to Hide Except Me and My Monkey | Beatles                  | 2:27   |
| 4.     | Thank You (Falettinme Be Mice Elf Agin)                   | Sly and the Family Stone | 5:07   |
| 5.     | Come Together                                             | Beatles                  | 5:54   |
| 6.     | Stray Cat Blues                                           | Rolling Stones           | 4:41   |
| 7.     | Into the Void (Sealth)                                    | Black Sabbath            | 6:38   |
| 8.     | Girl U Want                                               | Devo                     | 3:30   |
| 9.     | Touch Me                                                  | Fancy                    | 2:51   |
| 10.    | Can You See Me? (Friday Rock Show BBC Sessions)           | Jimi Hendrix             | 2:41   |
| 11.    | Homicidal Suicidal (Friday Rock Show BBC Sessions)        | Budgie                   | 4:24   |
| 12.    | I Can't Give You Anything (Friday Rock Show BBC Sessions) | Ramones                  | 2:17   |
| 13.    | I Don't Care About You (Friday Rock Show BBC Sessions)    | Fear                     | 1:55   |
| 14.    | Waiting for the Sun (Live)                                | The Doors                | 4:31   |
| 15.    | Search and Destroy (Live)                                 | The Stooges              | 3:13   |
| 16.    | Big Bottom (Live)                                         | Spinal Tap               | 4:53   |
| 17.    | Earache My Eye (Live)                                     | Cheech and Chong         | 5:47   |

### CD 3
| Oddities | Oddities                                                | Oddities |
| Pořadí   | Název                                                   | Délka    |
| -------- | ------------------------------------------------------- | -------- |
| 1.       | Twin Tower                                              | 3:21     |
| 2.       | Jerry Garcia's Finger                                   | 3:25     |
| 3.       | Ghostmotorfinger                                        | 1:33     |
| 4.       | Night Surf                                              | 5:23     |
| 5.       | A Splice of Space Jam                                   | 4:06     |
| 6.       | The Telephantasm                                        | 2:59     |
| 7.       | Black Days III                                          | 4:03     |
| 8.       | Karaoke                                                 | 6:00     |
| 9.       | Fopp (Fucked Up Heavy Dub mix)                          | 6:28     |
| 10.      | Big Dumb Sex (Dub version)                              | 6:10     |
| 11.      | Spoonman (Steve Fisk remix)                             | 6:58     |
| 12.      | Rhinosaur (The Straw that Broke the Rhino's Back remix) | 3:43     |
| 13.      | Dusty (Moby remix)                                      | 5:09     |
| 14.      | The Telephantasm (Resurrection remix)                   | 4:55     |
| 15.      | One Minute of Silence                                   | 1:04     |

## Sestava
- Chris Cornell – zpěv, rytmická kytara
- Kim Thayil – kytara
- Ben Shepherd – baskyrata na skladbách 5-18 v Originals, na skladbách 6-15 v Covers a na skladbách 2-5,7,8,11-13 v Oddities
- Matt Cameron – bicí, perkuse
- Hiro Yamamoto – baskyrata na skladbách 1–4 v Originals, na skladbách 1–4 v Covers a na skladbách 1,6,9,10,14 v Oddities
- Jason Everman – baskyrata na skladbách 5,16,17 v Covers